# Saint-Léon-d'Issigeac
 Saint-Léon-d'Issigeac  (en occitano Sent Leu de Sijac) es una población y comuna francesa, situada en la región de Aquitania, departamento de Dordoña, en el distrito de Bergerac y cantón de Issigeac.

## Demografía
| 153 | 137 | 114 | 105 | 119 | 121 |
| Para los censos de 1962 a 1999 la población legal corresponde a la población sin duplicidades (Fuente: INSEE [Consultar]) |     |     |     |     |     |